# Kitchen & The Plastic Spoons
Kitchen & The Plastic Spoons var ett svenskt postpunkband som existerade åren 1980–1982. De har senare återkommit med ett antal spelningar under 2000-talet, en tid med Sara Wilson som medlem.

## Medlemmar 1980-1982
- Jackie Pazda – basgitarr
- Iggo Frostander-Karlsson – synthesizer
- Mats Wigerdal – trummor
- Anne Taivanen – sång
- Helene Lönnqvist – synthesizer
- Patrick Lindvall – gitarr
- Iodine Jupiter – sång[1]

## Diskografi
Singlar
- Serve You! – 1980
- Ice-Cream To God – 1981

Album
- Best Off – 2007
- Screams To God – 2013

Medverkan på samlingsalbum
- Schlagers sommarkassett – 1981
- 37 minuter i Stockholm City – Stranded Rekords 1982
- Dansa med Fig 13 - Castor Records 1983
- Svensk postpunk – MNW 2007
- Punkgala 1-3 april – 2010[3]